# Randy de Jong
Randy de Jong (* 15. Juni 1993 in Heerenveen) ist ein niederländischer Koch. Er ist Küchenchef des vom Guide Michelin mit einem Stern ausgezeichneten Restaurants Kesselhaus in Osnabrück.

## Leben und Werdegang
De Jong wuchs in dem Dorf Rutten in der niederländischen Provinz Flevoland auf. Schon als Dreijähriger wollte er Koch werden. Die entsprechende Ausbildung begann er als 15-Jähriger in Emmeloord.
Nach mehreren Stationen in der gehobenen Gastronomie in den Niederlanden bewarb er sich erfolgreich um eine Stelle als Koch im deutschen Drei-Sterne-Restaurant la vie in Osnabrück, wo er unter Thomas Bühner arbeitete. Nach der Schließung des Restaurants im Sommer 2018  begann er als Küchenchef im neu eröffneten Restaurant Kesselhaus im Osnabrücker Stadtteil Fledder.
Im November 2019 erhielt die Küche unter de Jongs Leitung auf Anhieb 16 von 20 möglichen Punkten im Restaurantführer Gault Millau 2020. Vier Monate später folgte die Bewertung mit einem Stern im Guide Michelin 2020, die in den darauffolgenden Jahren bestätigt wurde. Im Sommer 2020 nominierte die Gourmet-Zeitschrift Der Feinschmecker de Jong als einen von sechs in Deutschland tätigen Köchen für den Titel Aufsteiger 2020. Die Vergabe der Auszeichnung wurde durch eine Leserabstimmung entschieden, bei der de Jong den fünften Platz erreichte.
Im Februar 2024 wurde er in der dritten Staffel der Fernsehserie Am Pass – Geschichten aus der Spitzenküche in einem 30-minütigen Film porträtiert.
Im Mai 2024 trug er sich gemeinsam mit den Osnabrücker Sterneköchen Tom Elstermeyer und Lars Keiling ins Goldene Buch der Stadt Osnabrück ein.
De Jong ist verheiratet und lebt in Osnabrück.

## Auszeichnungen (Auswahl)
- 2019: 16 Punkte im Gault Millau 2020
- 2020: Erster Michelin-Stern (Guide Michelin 2020)[7]
- 2020: Nominierung als Aufsteiger 2020 durch Der Feinschmecker